# Marcetia nummularia
Marcetia nummularia är en tvåhjärtbladig växtart som beskrevs av Markgr.. Marcetia nummularia ingår i släktet Marcetia och familjen Melastomataceae. Inga underarter finns listade i Catalogue of Life.